# Dammarie-sur-Loing
Dammarie-sur-Loing – miejscowość i gmina we Francji, w Regionie Centralnym, w departamencie Loiret.
Według danych na rok 1990 gminę zamieszkiwało 380 osób, a gęstość zaludnienia wynosiła 18 osób/km² (wśród 1842 gmin Centre, Dammarie-sur-Loing plasuje się na 771. miejscu pod względem liczby ludności, natomiast pod względem powierzchni na miejscu 619.).